# 何福 (明朝)
何福（？—1410年），河南行省安豐路濠州（今安徽省鳳陽縣）人，明朝政治人物、軍事將領，寧遠侯。
洪武年間，曾參與南征雲南與明太祖第六次北伐。建文年間，在靖難之役中作戰但兵敗；永樂年間，鎮守西北并參與明成祖北征。后因被彈劾自盡身亡。

## 生平

### 平南征北
洪武初年，其累功至金吾後衛指揮同知。后跟從傅友德征討雲南有功，升為前軍都督府督僉事。此後與藍玉出塞攻擊北元，在捕魚兒海取得大勝。洪武二十一年，江陰侯吳高帥北降的兵眾南征，在抵達沅江時，眾人叛變，由思州逃出荊州、樊州，通過渭河，準備進入沙漠。次年正月，何福與都督聶緯追擊并消滅該叛軍。之後移兵討平都勻蠻，俘虜斬殺敵軍達萬人。
洪武二十四年，被拜為平羌將軍，討伐越州叛蠻阿資，均破降。何福擇地立柵安置其眾，并設置寧越堡。隨後平定九名、九姓等蠻族。后與都督茅鼎會兵，準備攻佔五開。未行之時，而畢節諸蠻復叛，大掠屯堡、殺戮吏士。何福命畢節部隊戒嚴備戰，命都督陶文等跟從茅鼎直搗其巢，并擒殺叛酋。隨後分兵盡捕諸蠻，建堡設戍，逼近五開。洪武三十年三月，水西蠻居宗必登等作亂，何福會同顧成討伐平定。該年冬天，拜為征虜左將軍，作為副將輔佐西平侯沐春討伐麓川叛蠻刀幹孟。次年，何福與都督瞿能越過高良公山，直搗南甸、擒拿其酋長刀名孟，后回軍攻打景罕寨卻未曾攻下。隨後沐春率領精兵進入，敵軍驚潰，而其酋長幹孟亦恐懼乞降。

### 靖難之役
建文元年，刀干孟之乱仍未平息，明惠帝遂拜何福為征虜將軍。何福继而攻破敌寨并擒拿刀幹孟，招降敵軍七萬余人。进而分兵平定各山寨，麓川等地得以平定。同年，何福被召還南京，論功升為都督同知，此後在德州練兵，晋升為左都督。之後率部增兵援助盛庸、平安在小河戰役的中央軍。当时，何福欲用持久战耗损燕军，于是移營靈璧并挖深塹筑高壘以自固；然而其糧運却并燕军所断，计不能成。平安于是分兵进攻，燕王朱棣派精锐骑兵使其部队一份为二。何福不得不開壁來援，却被朱高煦所敗。諸將计谋移軍淮河以解决粮草问题，密命部队晚上听三声炮声即走。次日，燕軍偷袭并发三炮。中央军以为是己方号令，于是争先撤退，遂大乱。燕军趁乱进攻，何福单骑撤退；而平安与陳暉、馬溥、徐真、孫成等三十七位将领都被捕。

### 鎮守邊陲
燕王朱棣即位后，為明成祖。成祖认为何福乃知兵宿将，於是推誠任用他為將領，并聘其甥女徐氏為趙王妃。之後，命何福佩征虜將軍印，擔任總兵官，鎮守寧夏，管制山西、陝西、河南等部隊。何福到任后，宣布德意，招徠遠民眾，塞外個部隊紛紛求降。邊陲無事，於是他請求設置驛館、進行屯田與積糧，并定明賞罰法律，為長久計謀。當時有官員进谗言，而朱棣不聽，且下詔進行褒慰。永樂五年，改為鎮守甘肅。何福治軍嚴格，屬下多有不便者。於是朱棣派遣使者告誡何福，須要保護自己，不要被小人離間。次年，何福上書請派遣京師中的蕃將將到北方招降民眾。朱棣對其說：“你長期帶領蕃、漢兵，恐怕招致很多人的讒言。你是老將，我非常倚重，請不要顧慮。”此外，何福上書請用絲布換馬，選其良種進行培養，并設置官至專門進行管理；此後馬種繁殖昌盛，此亦是永昌苑牧的起點。次年，本雅失裏糾阿魯臺一同入寇，而被瓦剌擊敗，在臚朐河逃走，準備收復各潰散部隊并窺視河西走廊。朱棣下詔命何福進行備戰，當時迤北王子、國公、司徒以下十余人帥所部都駐紮到亦集乃，乞求依附明朝。何福上報朝廷，朱棣命右庶子杨荣前往，輔助處理甘肃管理军务，使得該民眾均求降于明。何福親自到亦集乃巡撫，并送其酋長到京城。朱棣嘉獎其功勞，命楊榮在軍中封何福為寧遠侯，千石祿，并下詔何福在軍中有先行後奏的權力。
永樂八年，朱棣親自北征，并命何福跟從一同出塞。起初，明成祖以何福有才能，寵任其超過其他諸位將領。何福以善於規避嫉嫌，有事不敢專斷。當時嘗請取西平侯沐英封地進行蓄馬，以求繁殖牧养。明成祖則以此非對待功勳國戚的方法，以回絕何福請求。此外何福的各種請求，只要提出就一併批准。當時跟從出征時，屢次違背節度。諸位大臣有稱其罪的，何福聽後都有怨言。明成祖班師后，左都御史陳瑛再次彈劾何福。何福大懼，隨後自縊而亡，爵位被除。而趙王妃亦因此被廢。

## 趣聞
在民間的八修敦本堂《湘潭银塘何氏族谱》中記載何福為該支何氏二祖。書中記載何福最終並未自殺，而為引疾告终還鄉。